# Радецки (квартал)
Вижте пояснителната страница за други значения на Радецки.
Радецки е бивше село в Централна България, присъединено като квартал към град Габрово.

## География
Радецки е разположено на юг от центъра по река Янтра.

## История
Първоначално името на селото е Червен бряг или Червени бряг. До 1900 година вероятно е броено към Стоманеците. При избухването на Балканската война в 1912 година един човек от Червен бряг е доброволец в Македоно-одринското опълчение.
През 1949 година селото е преименувано на Радецки. През 1971 година е присъединено към Габрово.

## Личности
Родени в Радецки
- Иван Петков (1889/1890 – ?), македоно-одрински опълченец, 4 рота на 1 дебърска дружина, носител на орден „За храброст“ IV степен[3]